# Marion Center (Massachusetts)
Marion Center é um lugar designado pelo censo localizado no condado de Plymouth no estado estadounidense de Massachusetts. No Censo de 2010 tinha uma população de 1.111 habitantes e uma densidade populacional de 383,34 pessoas por km².

## Geografia
Marion Center encontra-se localizado nas coordenadas 41° 42′ 03″ N, 70° 45′ 29″ O. Segundo a Departamento do Censo dos Estados Unidos, Marion Center tem uma superfície total de 2.9 km², da qual 2.64 km² correspondem a terra firme e (8.94%) 0.26 km² é água.

## Demografia
Segundo o censo de 2010, tinha 1.111 pessoas residindo em Marion Center. A densidade populacional era de 383,34 hab./km². Dos 1.111 habitantes, Marion Center estava composto pelo 96.94% brancos, o 0.72% eram afroamericanos, o 0.09% eram amerindios, o 0.18% eram asiáticos, o 0.18% eram insulares do Pacífico, o 0.54% eram de outras raças e o 1.35% pertenciam a duas ou mais raças. Do total da população o 0.72% eram hispanos ou latinos de qualquer raça.